# بيرت كورونا
بيرت كورونا (بالإنجليزية: Bert Corona)‏ هو نقابي أمريكي، ولد في 29 مايو 1918، وتوفي في 15 يناير 2001. عمل خلال مسيرته الطويلة مع كل المنظمات المكسيكية الأميركية الكبيرة، كما قام بتأسيس أو المساهمة في تأسيس البعض منها. نظم كورونا العمال في مجلس المنظمات الصناعية، وقاتل دفاعًا عن حقوق المهاجرين، وبحلول حركة الشيكانو في الستينيات والسبعينيات من القرن العشرين كان كورونا معروفًا باسم El Viejo أي «الرجل المسن»؛ كان معروفًا ومحترمًا على نطاق واسع باعتباره ناشطًا قديمًا.

## الخلفية العائلية
كان نوي كورونا والد بيرت كورونا قائدًا في «الفصيل الشمالي» التابع لفرانشيسكو فيا في الثورة المكسيكية، والذي انضم إليه بعد أن قُتِل عدد من أفراد عائلته في مجزرة في توموتشيك التابعة لولاية تشيواوا. اتبع نوي كورونا منهج النقابية اللا سلطوية وكان عضوًا في الحزب الليبرالي المكسيكي.
كانت والدته «مارغاريتا إسكابيتي سالايانديا» معلمة في المدارس البروتستانتية التبشيرية، بينما جدته كانت طبيبة. هاجرت العائلة إلى مدينة إل باسو في ولاية تكساس الأميركية في عام 1914 أو 1915 حيث تزوج والداه في الفترة ذاتها في مركز خواريز الجمركي تحت رعاية فيا. استقرت العائلة في منزل في حي سيغوندو باريو ذي الأغلبية المكسيكية حيث ولد أبناؤهم الأربعة: أورورا وهومبيرتو وأورلاندو وهوراشيو.
في إل باسو عمل والده في صناعة الحطب وقطع الصخور متابعًا في الوقت ذاته نشاطاته الثورية بسرية، لكنه كان يتوق للعودة إلى المكسيك، وعندما وافقت حكومة ألفارو أوبريغون في عام 1922 على طلب العفو الذي قدمته العائلة عادوا إلى تشيواوا في المكسيك، بعد ذلك بعدة أشهر حصل نوي كورونا على منصب في الحكومة الفدرالية كحارس غابة في تيكسكوكو، وهناك قُتل برفقة عدد من أنصار فرانشيسكو فيا خلال محاولتهم إخماد حريق في الغابة.
يقول بيرت كورونا: «لقد كنا مقتنعين بأن القتلة هم من عملاء الرئيس أوبريغون الذي كان خائفًا من إعادة تنظيم أنصار فيا لأنفسهم لإسقاط الحكومة». عادت عائلة كورونا بعد موت والده إلى مدينة إل باسو في ولاية تكساس حيث تربّى هومبيررتو الصغير محاطًا بحكايات عن الثورة والشبكات الاجتماعية البروتستانتية لأمه وجدته، وذكر هذا التأثير بقوله: «كان الدين -وخصوصًا الديانة البروتستانتية- عاملًا مهمًا في حياتي الاجتماعية ونشاطاتي السياسية اللاحقة».

## التعليم
بدأ كورونا تعليمه في رياض أطفال مكسيكي بروتستانتي، لكنه التحق بالمدارس العامة في الصف الأول المدرسي، وهناك أدى إلمامه باللغة الإنكليزية -التي علمته إياها أمه- إلى التفوق، بقي كورونا في النظام التعليمي العام لولاية تكساس حتى الصف الرابع عندما قامت أمه الممتعضة من سوء المعاملة الذي يتعرض له التلاميذ المكسيكيون الأميركيون والمهاجرون المكسيكيون في الولايات المتحدة بنقله إلى مدرسة هاروود للفتيان في مدينة ألباكركي التابعة لولاية نيو مكسيكو، وهناك تعلم كورونا الانضباط إلى حدٍّ ما لكنه عانى أيضًا من العنصرية.
أعلن طلاب المدرسة الإضراب وامتنعوا عن حضور الدروس اعتراضًا على التهديد بطرد التلاميذ الذين جاهروا بالحديث عن العنف الجسدي اللاحق بهم من قبل المدرب المكلف بتأديب الطلاب، بالإضافة إلى التصوير المشوه للحرب المكسيكية والثورة المكسيكية وفرانسيسكو بانشو فيا، رضخت إدارة المدرسة في النهاية لمطالبهم، وألغت قرارات الفصل وأجبرت المدرب على الاعتذار.
عاد كورونا إلى إل باسو في المرحلة الثانوية والتحق بمدرسة باوي الثانوية «المكسيكية» (المنفصلة عرقيًا)، ثم بمدرسة إل باسو الثانوية، وهي مدرسة «للبيض» بشكل أساسي إلا أنها كانت قد بدأت بإدخال بعض التلاميذ المكسيكيين من طبقات المجتمع الراقية والمتوسطة. لعب هومبيرتو -الذي تحول اسمه خلال هذه الفترة إلى اسم بيرت الأقرب للأميركية- في فريق كرة السلة لـ 3 سنوات. تأثر بيرت بالكساد الكبير وتأثيره على عملية ترحيل المكسيكيين ومهاجري قصعة الغبار.
انخرط كورونا خلال حياته الثانوية في السياسة من خلال قراءة كتابات صحفيي الموكراكر وانضمامه لمجموعات النقاش النقابية اللا سلطوية، وخطط مع زملائه لانتخاب رئيس ممثل للفئة الطلابية المكسيكية؛ كانت أول حركة من نوعها في تاريخ مدرسة إل باسو الثانوية.
عمل كورونا في صيدلية ولعب في دوري كرة السلة المحلي بعد التخرج في عام 1934، وقُبِل في عام 1936 في منحة رياضية مقدمة من جامعة كاليفورنيا الجنوبية، ثم انتقل للعيش مع خالته وزوجها في منطقة بويل هايتس التي كانت في ذلك الوقت حيًا ذا أغلبية يهودية في شرق لوس أنجلس. اعتاد بسرعة على الأزقة الشعبية، لكنه ومن خلال العمل مع كنيسة إل سالفادور بالتعاون مع الكاهن كيندريك واطسون ساهم في تنظيم ظروف سكنية ومعيشية أفضل.
تأثر كورونا خلال الوقت الذي قضاه في لوس أنجلس بمنظمة العمال الدولية IWO شيوعية التوجه، بالإضافة إلى اتحاد العمال الذي ناضل من أجل توفير الدعم الحكومي، كما أنه استمع إلى الخطابات الماغونيستية في شارع أولفيرا.
التحق كورونا في جامعة كاليفورنيا الجنوبية ببرنامج دراسي مدته 5 سنوات في مجال الحقوق، وتعرض إلى إصابة في الكاحل مبكرًا في عامه الجامعي الأول؛ ما منعه من ممارسة الرياضة لبقية الموسم، وبذلك ركز طاقته على الدراسة وفي «الاتحاد غير المنظم»، وهو اتحاد من طلاب الفئات الاجتماعية الفقيرة وصل بسرعة إلى قيادة السياسة المدرسية.
انضم كورونا بحلول عام 1937 إلى صفوف مجلس المنظمات الصناعية CIO، وقرر أنه يفضل النشاط التنظيمي العمالي على كرة السلة، لكنه بقي في الجامعة على الرغم من ذلك وأصبح ناشطًا في الحركة المكسيكية الأميركية MAM لطلاب الجامعات في منطقة لوس أنجلس. ركزت هذه الحركة اهتمامها على الفرص الدراسية غير المتكافئة للطلاب المكسيكيين الأميركيين، بالإضافة إلى عنف الشرطة ضد هذه الفئة. انحلت هذه الحركة عند دخول الولايات المتحدة في الحرب العالمية الثانية عندما انضم عدد كبير من أعضائها إلى صفوف الخدمة العسكرية.

## الزواج
تزوج كورونا في الثاني من آب/ أغسطس عام 1941 من بلانش تاف، وهي منسقة عمالية يهودية أميركية التقى بها في حركة اتحاد عمال السيارات لتنظيم عمال لوس أنجلس، وفرّا بعد ذلك إلى مدينة يوما في ولاية أريزونا. مع ذلك، مثلت الاختلافات الثقافية تبعًا لكورونا مشكلة، لكن الرابط بين الزوجين كان رابطًا طبيعيًا في هذه الظروف.
انتقل الزوجان إلى منزل في حي سيلفر ليك في لوس أنجلس، في ذلك الوقت كان جيرانهما متضامنين مع حركة ترحيل اليابانيين الأميركيين واحتجازهم. انتقل آل كورونا إلى شقة في منطقة ميد ويلشير، وهناك واجها مشاكل أخرى إذ شكا صاحب المنزل من دعوتهما لأعضاء الاتحاد السود من أجل زيارات في المنزل، متهمًا إياهما بمحاولة خلق مزيج في الحي، كما شجع المستأجرين الآخرين للاعتراض ودفع آل كورونا إلى المغادرة، لكن آل كورونا نظما حفلة لجميع الجيران داعين أصدقاءهما السود بالإضافة إلى ممثلهم في الكونغرس ويل روجرز جونيور الذي حضرت زوجته بدلًا عنه، والتي أقنعت الجيران بالعدول عن طلب الإخلاء، وهكذا عاش آل كورونا في ذلك المنزل حتى تطوع كورونا في الجيش وعادت بلانش إلى والديها.
تزوج كورونا مرة أخرى من أنجلينا كاسياس عام 1994، وله من الأبناء ابنته مارغو دي لاي وأشقاؤها فرانك كورونا وأرنستو كورونا.